# إيزاك فلورنتاين
إيزاك فلورنتاين (بالعبرية: יצחק פלורנטין‏) مخرج إسرائيلي من مواليد 28 يوليو 1958 اشتهر بأفلام الحركة وأفلام فنون الدفاع عن النفس في الولايات المتحدة، نال شهادته في السينما والتلفزيون من جامعة تل أبيب.

## حياته
ولد إسحاق فلورنتاين في إسرائيل حيث نشأ في شمال تل أبيب، وهو من أبناء الناجين من المحرقة، تأثر في طفولته بأفلام الوسترن سباغيتي للمخرج سرجيو ليون وأفلام بروس لي. تخرج من قسم السينما والتلفزيون في جامعة تل أبيب. ودرس الكاراتيه من بين أمور أخرى في السويد، وفي عام 1979 افتتح نادي للكاراتيه في هابويل هاوس في أوسيشكين بتل أبيب، وظل يديرها لمدة 10 سنوات. وانجز مشروعه الأخير في قسم الأفلام عام 1987، حيث قام بإخراج الفيلم القصير «سلام إلى القاتل» الذي فاز بجوائز مغربي لأفلام التخرج في فئات الأخراج والتأليف والمونتاج والأزياء والإنتاج والموسيقى.
في أوائل التسعينات، هاجر فلورنتاين مع زوجته إلى الولايات المتحدة في محاولة لتحقيق أحلامه السينمائية، وفي ذلك الوقت، أصبح صديقا مع بوعز دافيدسون، الذي أصبح مرشده في عالم أفلام الحركة. في البداية عمل مخرجاً مع المنتج الإسرائيلي «روني هدار»، وحصل على أول فرصة للأخراج عام 1992 مع مناحيم غولان، حيث أخرج «هوك الصحراء» مع الممثل «بول لورنس سميث».
من عام 1996 حتى 2001 عمل مع المنتج الإسرائيلي حاييم صبان في إخراج سبعين حلقة من سلسلة الأطفال «باور رينجرز». وقد أخرج أكثر من 40 حلقة في سلسلة أخرى. في 1998 بدأ العمل مع شركة «نيو أيميج» وهي المملوكة من قبل داني ديمورت وآفي ليرنير، وأخرج لهم عشرات الأفلام. في عام 1999 أصدر فيلم «جسر التنين» مع دولف لندجرين. في عام 2006 أخرج فيلم «بلا منازع 2 : وقوف الرجل الاخير»، تكملة لفيلم بطولة ويسلي سنايبس، بطولة مايكل جاي وايت الذي يلعب الملاكم الشهير الذي حكم عليه بالسجن وسكوت آدكنز الذي لعب دور بويكا البطل الروسي الذي كان ينتظر في السجن لمحاربته. في عام 2008 أخرج فيلم «الراعي: حرس الحدود» مع جان كلود فان دام. في عام 2009 أخرج فيلم «عودة النينجا»، الذي تدور قصته عن التنافس بين اثنين من النينجا، واحد أمريكي (وهو الطيب) وآخر ياباني (وهو السيئ). في عام 2010 أخرج فيلم «بلا منازع الثالث: الخلاص»، الذي كان فيه بويكا البطل المهزوم من الفيلم السابق البطولة التي يخوض فيها أكبر بطولة للسجناء في العالم. وحصل الفيلم على جائزتين في مهرجان أكتيونفيست لأفلام الأكشن في نورث كارولينا: حيث فاز إيزاك فلورنتاين بجائزة أفضل مخرج، وحصل «لارنيل ستوبال» مصمم الرقصات على جائزة أخرى. وفي عام 2011 أخرج فيلم الدراما «صوفيا» مع دونالد سثرلاند وكريستين سلاتر. وفي عام 2015 إخرج فيلم الحركة «زيرو رينج». 
صور فلورنتاين معظم أفلامه في بلغاريا. وقام بتأسيس شركة لتوزيع الأفلام الوثائقية والتدريب على فنون الدفاع عن النفس، والبعض من هذه الافلام كان يخرجا تحت اسم وهمي «إشيموتو». الممثل الأبرز في أفلامه هو الممثل البريطاني سكوت آدكنز التلفزيوني السابق الذي ظهر على خمسة من أفلامه. بالإضافة إلى كاتب السيناريو للعديد من أفلامه الإسرائيلي إريت راز.

## وصلات خارجية
- إيزاك فلورنتاين على موقع IMDb (الإنجليزية)
- إيزاك فلورنتاين على موقع روتن توميتوز (الإنجليزية)
- إيزاك فلورنتاين على موقع ألو سيني (الفرنسية)
- إيزاك فلورنتاين على موقع أول موفي (الإنجليزية)
- إيزاك فلورنتاين على موقع قاعدة بيانات الأفلام السويدية (السويدية)
- إيزاك فلورنتاين على موقع قاعدة بيانات الفيلم (الإنجليزية)
- إيزاك فلورنتاين على موقع كينوبويسك (الروسية)

- الموقع الرسمي للمخرج ايزاك فلورنتاين
- صفحة المخرج على موقع دليل الأفلام